# Cantó d'Aix-les-Bains-Nord-Grésy
El cantó d'Aix-les-Bains-Nord-Grésy era una divisió administrativa francesa situat al departament de la Savoia. Comptava amb 8 municipis i part del d'Aix-les-Bains. Va existir de 1973 a 2015.

## Municipis
- Aix-les-Bains (part nord : 7.231 habitants)
- Brison-Saint-Innocent
- Grésy-sur-Aix
- Montcel
- Pugny-Chatenod
- Saint-Offenge-Dessous
- Saint-Offenge-Dessus
- Trévignin

## Història
| Període   | Identitat    | Partit | Qualitat                                                           |
| --------- | ------------ | ------ | ------------------------------------------------------------------ |
|           |              |        |                                                                    |
| 1973-1985 | Jean Murguet |        |                                                                    |
| 1985-1998 | Maurice Adam | RPR    | Conseller municipal d'Aix-les-Bains                                |
| 1998-2015 | Robert Clerc | DVD    | Alcalde de Grésy-sur-Aix Vicepresident delegat del Consell general |

## Demografia
| 1882                                            | 1926 | 1962 | 1968 | 1975 | 1982 | 1990   | 1999   | 2008   |
| ?                                               | ?    | ?    | ?    | ?    |      | 13.405 | 14.692 | 16.487 |
| ----------------------------------------------- | ---- | ---- | ---- | ---- | ---- | ------ | ------ | ------ |
| A partir de 1990: Població sense dobles comptes |      |      |      |      |      |        |        |        |